# Казанская церковь (Горево)
Храм Казанской иконы Божией Матери — восстановленный православный храм в селе Горево Ковернинского района Нижегородской области.
Первоначально построен в 1903 году. Закрыт в 1939 году. В 1976 году храм полностью сгорел. В 2008 году жители села обратились к депутату Единой России и начальнику Горьковской железной дороги Сергею Козыреву с просьбой помочь в восстановлении храма.
Строительство нового храма завершилось летом 2009 года. Необходимые средства были выделены Горьковской железной дорогой.
19 сентября 2009 года в воссозданном храме архиепископ Нижегородский и Арзамасский Георгий совершил благодарственный молебен.
21 июля 2012 года в престольный праздник храм посетили епископ Городецкий и Ветлужский Августин и генеральный директор автономной некоммерческой организации «Транспортная дирекция Олимпийских игр» Сергей Козырев, которые подарили церкви старинную икону Входа Господня в Иерусалим.